# Elephantine
Elephantine (auch: Elefantine; arabisch إلفنتين, DMG Ilfantīn) ist eine Flussinsel im Nil in Ägypten. Sie erstreckt sich unterhalb des ersten Katarakts mit einer Länge von 1.200 Metern in Südwest-Nordost-Richtung und einer Breite bis zu 400 Metern in West-Ost-Richtung zwischen der kleineren Kitchener-Insel und dem östlichen Nilufer. Elephantine ist Teil der hauptsächlich am Ostufer des Nils gelegenen Stadt Assuan.
Die Ruinen der antiken Stadt Elephantine gehören seit 1979 als Teil der „Nubischen Denkmäler von Abu Simbel bis Philae“ zum UNESCO-Weltkulturerbe.

## Geografie
Hier am Mittellauf des Nils unterhalb des ersten Katarakts ebnete sich der Fluss zum fünften Mal durch ein Granitmassiv seinen Weg und ließ so eine Granitinsel mit einer Senke entstehen, die ursprünglich die Insel zumindest für einige Wochen während der jährlichen Nilflut in zwei Inseln teilte.
Durch klimatische Änderungen sank zwischen Ende des 4. und Anfang des 3. Jahrtausends v. Chr. der Nilwasserpegel und die jährliche Nilfluthöhe um mehr als 5 Meter. Die zuvor erfolgte intensive Sedimentation sowie künstliche Geländeaufschüttungen und die in der Folgezeit konstant niedrigeren Nilfluthöhen haben in Verbindung mit dem einsetzenden Siedlungsbau dazu geführt, dass es seit dem Alten Reich im Normalfall keine Überflutungen mehr gab.
Elephantine erhielt durch den klimatisch bedingten neuen Status den Charakter einer „zusammengewachsenen Insel“. Auf Elephantine befinden sich große Vorkommen von prächtigem rotgrauem Rosengranit, der im Altertum sehr wertvoll war und den Pharaonen und ihren Bauwerken vorbehalten blieb. Auf dem südöstlichen Ende der Insel lag die gleichnamige Stadt.

## Mythologie und Geschichte
Im Alten Ägypten als Yebu („Elefant“) bekannt, befand sich Elephantine auf der Grenze zwischen Ägypten und Nubien. Sie bildete einen natürlichen Schiffspassagepunkt für den Flusshandel; die Insellage machte sie zu einem wichtigen strategischen Verteidigungsplatz im Altertum.

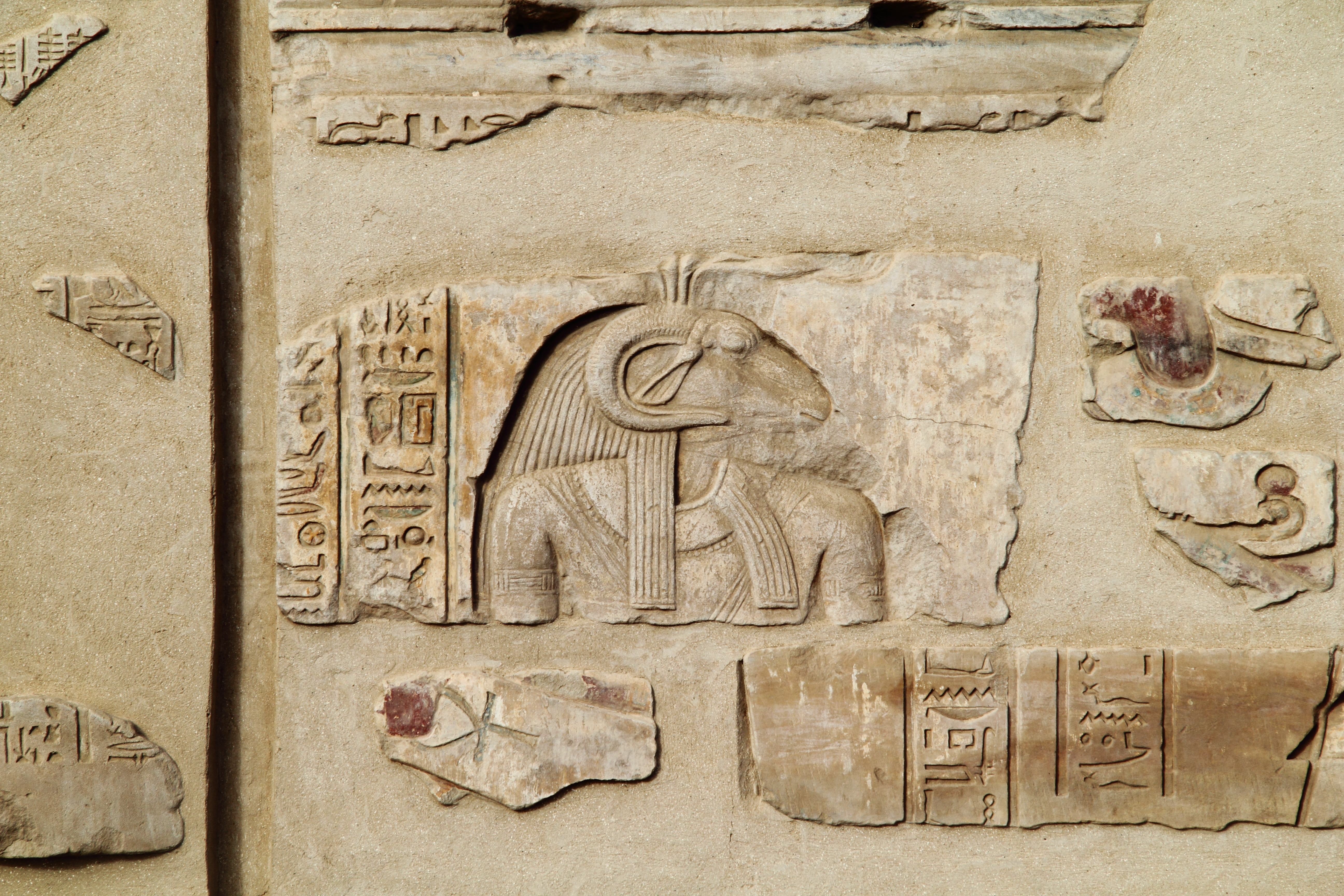
Relief des widderköpfigen Gottes Chnum in Elephantine

Schon in der Zeit der 1. Dynastie wurde auf der östlichen Seite der Insel eine Festung errichtet mit Mauern aus Lehmziegeln, und es entstand eine Siedlung mit den Behausungen der Grenzsoldaten und ihrer Familien. Sie platzte bald aus ihren Nähten, und so musste eine der Festungsmauern wieder eingerissen werden, um Platz zu schaffen. Das haben Schweizer Archäologen inzwischen herausgefunden, die hier ihren ständigen Grabungssitz haben. Die Macht der 3. Dynastie (ca. 2707–2639 v. Chr.) wurde durch eine granitene Stufenpyramide (Pyramide von Elephantine) repräsentiert. Der erste Tempel galt der lokalen Göttin Satis, der „Herrin von Elephantine“. Er war zunächst aus Lehmziegeln errichtet. Pepi I. (ca. 2355–2285 v. Chr.), ein König der 6. Dynastie, baute der Satis einen steinernen Schrein. Der Widder-Gott Chnum erhielt zunächst im Satis-Tempel einen „Herrgottswinkel“. Während Satis die „Auslöserin der Nilflut“ war, fungierte Chnum als „ihr Helfer“.
In der Epoche des Mittleren Reiches (ca. 2119–1793 v. Chr.) wurden die Lehmziegelbauten größer und regelmäßiger. Sie gruppierten sich um zentrale Höfe oder bildeten ein sogenanntes Dreistreifenhaus. In dieser Zeit bekam der Satis-Tempel zunächst eine Versteifung aus Holz, dann ließ Pharao Mentuhotep II. (ca. 2046–1995 v. Chr.) ein steinernes Haus bauen, das unter Sesostris I. (1956–1911 v. Chr.) noch einmal erneuert wurde. Er ließ auch den ersten eigenen Chnum-Tempel auf dem höchsten Punkt Elephantines errichten.
Während des Neuen Reiches erneuerte und vergrößerte Hatschepsut den Tempel der Satis. Daneben ist die Verehrung der nubischen Göttin Miket mehrfach belegt. An der südlichsten Spitze der Insel befinden sich die Ruinen eines späteren Tempels, der in der Spätperiode (30. Dynastie) wieder errichtet wurde. Durch die intensive Bautätigkeit der Jahrtausende entstand ein beträchtlicher Siedlungshügel.
In persischer Zeit wurde eine Garnison jüdischer Soldaten auf Elephantine stationiert. Sie bildeten eine eigene jüdische Gemeinde mit eigenem Tempel. In der Neuzeit wurde ein Teil des Hügels abgetragen, der Lehm mit Wasser versetzt und neues Baumaterial daraus geformt. So ging ein Teil der Geschichte zwar verloren, an der Abbruchwand können aber heute die Archäologen die historische Abfolge ausgezeichnet studieren. Bis 1822 befanden sich dort die Tempel Thutmosis III. und Amenhotep III. in einem relativ intakten Zustand. Sie wurden aber im selben Jahr durch die Osmanen zerstört und durch die türkischen Gouverneure geplündert.
Elephantine war der südlichste Punkt von Herodots Reise nach Ägypten um ca. 448 v. Chr.

## Festkalender von Elephantine
Auf Grund der Inschriften und Stiftungen ist der Festkalender gut bezeugt. Die besondere Bedeutung von Elephantine als Quelle der Nilflut sowie Ort der Verjüngung war wohl der Anlass eines eigenen Festkalenders, der vom allgemeinen Festkalender des Landes abwich:
- 1. Achet I: Amun und Chnum
- 15. Achet II: Amun
- 18. Achet II: Chnum und Anukis
- 28. Achet II: Satis und Anukis
- 9. Achet III: Amun
- 30. Achet III: Anukis

## Archäologie

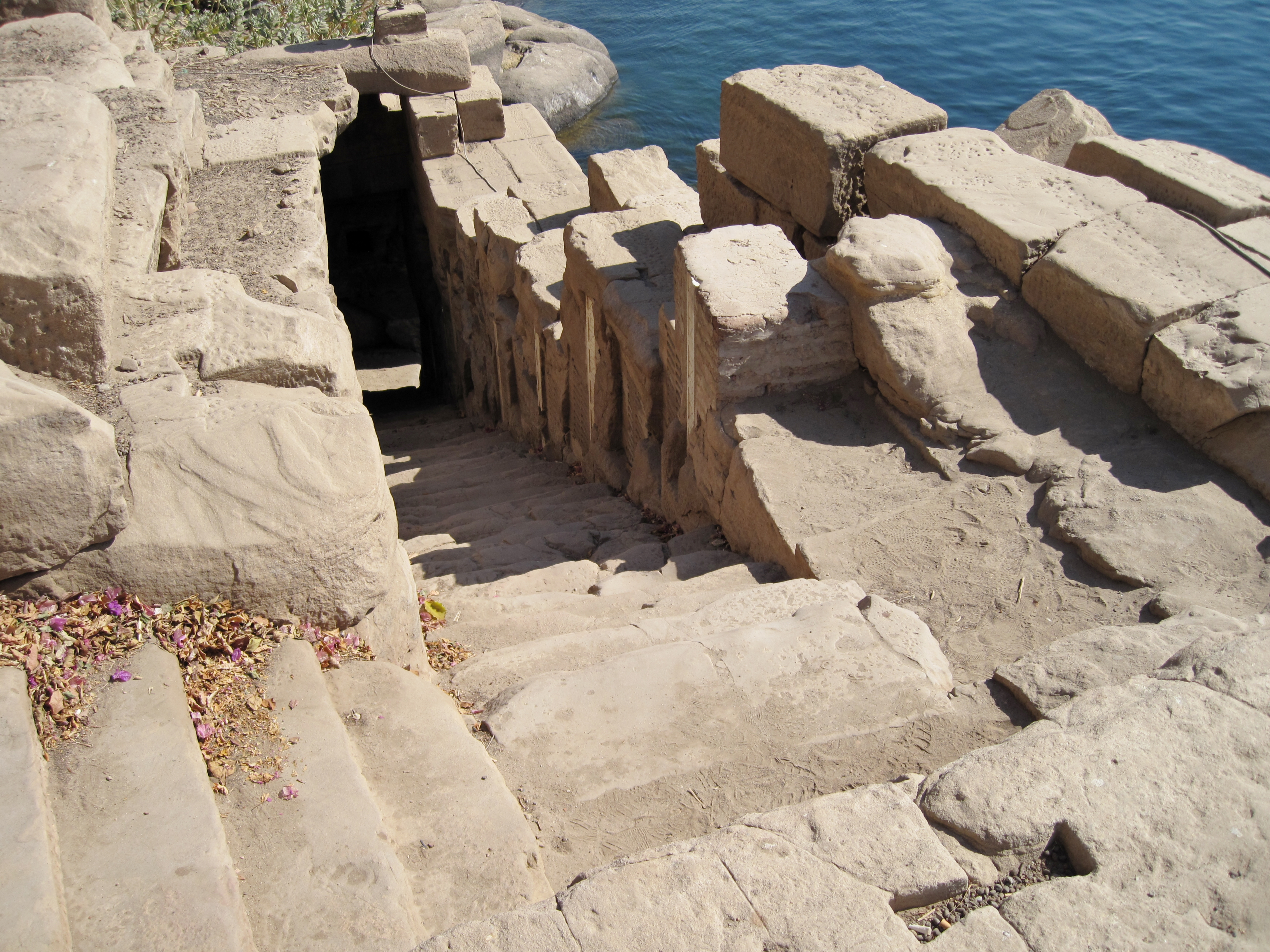
Alter Nilometer des Satis-Tempels auf der Insel Elephantine

Die von Martin Ziermann durchgeführten neuen Grabungskampagnen belegen das dramatische Absinken der Nilfluthöhen. Während zur Zeit der 1. Dynastie die Inselfestung noch auf einem Fundament in etwa 96 Meter über Meereshöhe stand, verringerte sich im weiteren Verlauf die Bebauungsgrenze teilweise auf etwa 91,5 Meter. Ausgrabungen durch das Schweizerische Institut für Ägyptische Bauforschung und das Deutsche Archäologische Institut haben zahlreiche Fundstücke zutage gefördert, die heute im Elephantine-Museum ausgestellt sind. Artefakte aus vordynastischer Zeit wurden ebenfalls auf Elephantine gefunden. Ein kleines Heiligtum des aus der 6. Dynastie stammenden Lokalheiligen Heka-ib datiert in das Mittlere Reich. Daneben konnten Teile der Stadtmauer aus der 1. Dynastie und Teile der Wohnstadt aller Epochen freigelegt werden.
Gegenüber der Gegenwart herrschten im späten vierten Jahrtausend v. Chr. noch veränderte klimatische Bedingungen, die Nilfluten bis etwa 99 Meter ermöglichten, weshalb die Siedlungen immer wieder neu aufgebaut werden mussten. Durch die Veränderung des Klimas sanken die Nilfluten bis zur 1. Dynastie auf durchschnittlich 94,5 Meter, um sich im weiteren Verlauf des dritten Jahrtausends v. Chr. bei etwa 91 Meter einzupendeln. Mit dieser Entwicklung ging eine zunehmende Besiedlung einher.

### Die drei Nilometer
Auf Elephantine existierte zunächst nur ein Nilometer im Satis-Tempel. Frühestens zu Beginn der 26. Dynastie, jedoch spätestens unter Nektanebos II. erhielt auch der Chnum-Tempel nachträglich eine Nilometer-Erweiterung. In griechisch-römischer Zeit folgte abschließend der Aufbau einer rituellen Monumentaltreppe, so dass sich von dieser Zeit an auf Elephantine drei Nilometer befanden, die noch bis Ende des 19. Jahrhunderts genutzt wurden. Die zum Fluss hinabführenden 90 Stufen des zum Satis-Tempel gehörenden Nilometers sind mit arabischen, römischen und hieroglyphischen Zahlen markiert, und Inschriften belegen, dass der Fels in der 17. Dynastie bearbeitet wurde.

### Die Elephantine-Papyri
Auch die Elephantine-Papyri wurden auf der Insel von Archäologen entdeckt. Sie bilden eine Sammlung von Rechtsdokumenten und Briefen in aramäischer Sprache auf Papyrusrollen. Sie belegen, dass hier verschiedene Garnisonen aramäischsprachiger Ethnien während der persischen Okkupation Ägyptens stationiert waren, die hier auch ihrem eigenen Kult nachgingen. Die Dokumente umfassen die Periode von 495–399 v. Chr. Sie enthalten neben zahlreichen Privat- und Wirtschaftstexten (Kauf- und Pachtverträge, Heiratsurkunden, Inventarlisten, Steuerlisten und vieles mehr) unter anderem auch die Archivabschrift eines Briefes an den persischen Statthalter, in dem von der Zerstörung und Plünderung des Tempels im Jahr 410 v. Chr. auf Veranlassung der Priesterschaft des Chnum-Tempels berichtet und um Erlaubnis zum Wiederaufbau gebeten wird, Anweisungen für die Feier einzelner Feste, aber vor allem Verträge und Korrespondenz unter anderem mit der Priesterschaft in Jerusalem sowie auch mit den Gouverneuren von Juda und Samaria.

## Der Jahu-Tempel und seine Gemeinde
Die Elephantine-Papyri bezeugen die Existenz einer aramäischsprachigen jüdischen Gemeinschaft unter dem Vorsitz eines gewissen Jedanja oder Jadanja auf der Insel. Die Gemeinde besaß einen Tempel des Gottes Jahu (JHWH), der in den Texten aber stets Jhw oder (selten) Jhh, aber niemals JHWH geschrieben wird. Möglicherweise ist dies auf (nord-)israelitische Tradition zurückzuführen – es lässt sich aber zeigen, dass ihnen auch die Schreibung des Tetragramms als JHWH bekannt gewesen sein muss. Über den Zeitpunkt der Gründung der Gemeinde weiß man nur, dass sie bereits existierte, ehe die Perser unter Kambyses II. 525 v. Chr. Ägypten eroberten. Die Herkunft dieser Gemeinde ist nicht mehr eindeutig bestimmbar. Ein Teil, vermutlich die Judäer, wanderte vielleicht nach dem Untergang Judas 587 v. Chr. ein, andere Aramäer hatten möglicherweise schon an den Feldzügen des assyrischen Königs Asarhaddon 670 v. Chr. gegen Ägypten teilgenommen. Dass die Papyri in aramäischer Sprache und achämenidisch-aramäischer Kursivschrift geschrieben sind, liegt an der multi-ethnischen und multi-religiösen Zusammensetzung der Militärkolonie und ihrer teilweise internationalen Korrespondenz. Aramäisch war internationale Verkehrssprache.
Trotz des engen Kontakts nach Jerusalem enthalten die Berichte über den Kult am Jahu-Tempel wenig Parallelen zum Tanach. Demnach feierte die Gemeinde zwar Sabbat und Pessach, kannte aber weder die Vätergeschichten noch den Exodus noch die Tora. Es wurde auch keine religiöse Literatur gefunden. Selbst die Existenz eines Tempels für Jhw/JHWH neben Jerusalem nach der Kultreform des Joschija, die laut 2 Kön 22-23  und 2 Chr 34-35  bereits um 620 v. Chr., also fast zweihundert Jahre vor der Verfassung der Papyri und möglicherweise auch vor der Gründung der Elephantiner Gemeinde, stattgefunden hatte, verwundert. Außer Jahu nennen die Texte weitere Gottheiten, Anat-Jahu, Anat-Bethel und Aschim-Bethel, die auch aus anderen altorientalischen Quellen bekannt sind. In der Forschung wird daher angenommen, dass die jüdische Gemeinde am Jahu-Tempel nicht ausschließlich Jhw/JHWH verehrte, wie das spätere Judentum, sondern auch andere Gottheiten integrierte. Der wichtigste Text, der diese Namen in Verbindung mit dem Tempel nennt, eine Steuerliste des Tempels, lasse sich, so Joisten-Pruschke, aber auch so deuten, dass es sich bei Anat-Jahu und Aschim-Bethel, die im Gegensatz zu Jahu nicht als Götter bezeichnet werden, um am Tempel angestellte Personen handelte. Freilich sind diese Formen von Personennamen anderswo nicht zu belegen. Auch dass in über 70 % der in den Elephantine-Papyri erwähnten hebräisch-aramäischen Namen eine Form des Gottesnamens Jahu enthalten ist, kann diese These nicht stützen. Die Papyri zeigen auch, dass in der Bevölkerung synkretistische Praktiken wie der Schwur bei verschiedenen Gottheiten durchaus verbreitet waren. Den wiederholten Klagen der biblischen Propheten zufolge war die Verehrung weiterer Gottheiten, besonders der Anat, auch in der Volksreligion in Judäa weitverbreitet.
Im alltäglichen Leben richtete man sich mehr nach den Gepflogenheiten des Landes als nach den Vorschriften der biblischen Schriften. So räumen die in den Papyri erhaltenen Eheverträge den Frauen sehr viel mehr Rechte ein, als es die alttestamentlichen Texte tun. Beispielsweise hatten beide Ehepartner das Recht, die Scheidung auszusprechen, und auch eine kinderlose Frau besaß im Falle von Scheidung, Verstoßung und Tod des Ehemannes garantierte Besitzansprüche.
410 v. Chr. wurde der Jahu-Tempel zerstört. Die judäische Gemeinde, vertreten durch Jedanja, wandte sich drei Jahre später an den persischen Statthalter von Judäa Bagohi (Bagoas) und die Priester am Jerusalemer Tempel mit der Bitte, den Wiederaufbau zu unterstützen. In dem Schreiben beschuldigte Jedanja die Chnum-Priester, die zeitweise Abwesenheit des Satrapen Aršam benutzt zu haben, um den persischen Gouverneur (frataraka) Vidranga (Ogdanes) zu bestechen. Vidranga soll daraufhin die Zerstörung des Jahu-Tempels veranlasst haben, die durch ägyptische Soldaten unter dem Kommando seines Sohnes, Oberst Nefayan, erfolgte. Als Jedanja 407 v. Chr. den Brief verfasste, waren die Beteiligten an der Zerstörung, darunter Vidranga und Nefayan, hingerichtet. In dem Schreiben argumentiert Jedanja damit, dass bei der Eroberung Ägyptens durch Kambyses (525 v. Chr.) alle ägyptischen Tempel zerstört, der Jahu-Tempel auf Elephantine jedoch verschont wurde. In seiner Antwort befürwortete Bagohi den Wiederaufbau, mit der Einschränkung, dass nur Speiseopfer (mincha) und Räucherung mit Weihrauch durchgeführt werden. Das Brandopfer (ʿola) von Schafen, Rindern und Ziegen war verboten, was möglicherweise damit zu begründen ist, dass das Verbrennen eines Tieres nicht mit der Vorstellung der persischen Staatsreligion Zoroastrismus von der Reinheit des heiligen Feuers übereinstimmte oder aber gerade das Opfern von den Ägyptern heiligen Tieren zu den Feindseligkeiten mit den Chnum-Priestern geführt hatte. Nur wenige Jahre später endete die persische Oberherrschaft über Ägypten. Damit verschwinden auch alle Nachrichten über die judäische Gemeinde auf Elephantine.

## Sehenswürdigkeiten, Tourismus und Bevölkerung
Außer der archäologischen Fundstätte befinden sich heute auf der Insel das Assuan-Museum, ein Luxushotel der Mövenpick Holding sowie zwei Dörfer mit nubischen Einwohnern.

### Überblick
- Labib Habachi: Elephantine. In: Wolfgang Helck (Hrsg.): Lexikon der Ägyptologie (LÄ). Band I, Harrassowitz, Wiesbaden 1975, ISBN 3-447-01670-1, Sp. 1217–1225.
- Werner Kaiser: Elephantine. In: Kathryn A. Bard (Hrsg.): Encyclopedia of the Archaeology of Ancient Egypt. Routledge, London 1999, ISBN 0-415-18589-0, S. 283–89.
- Gabriele Höber-Kamel (Hrsg.): Elephantine, das Tor zu Afrika. In: Kemet. Heft 3/2005, Kemet-Verlag, Berlin 2005, ISSN 0943-5972.

### Monographien
- Horst Jaritz: Elephantine III. Die Terrassen vor den Tempeln des Chnum und der Satet. (= Archäologische Veröffentlichungen. (AV) Band 32). von Zabern, Mainz 1980
- Günter Dreyer: Elephantine VIII. Der Tempel der Satet. Teil 1: Die Funde der Frühzeit und des Alten Reiches. (= Archäologische Veröffentlichungen. Band 39). von Zabern, Mainz 1986, ISBN 3-8053-0501-X.
- Martin Ziermann: Elephantine XVI. Befestigungsanlagen und Stadtentwicklung in der Frühzeit und im frühen Alten Reich (= Archäologische Veröffentlichungen. Band 87). von Zabern, Mainz 1993.
- Cornelius von Pilgrim: Elephantine XVIII. Untersuchung in der Stadt des Mittleren Reiches und der Zweiten Zwischenzeit. (= Archäologische Veröffentlichungen. Band 91). von Zabern, Mainz 1996, ISBN 3-8053-1746-8.
- Hanna Jenni: Elephantine XVII. Die Dekoration des Chnumtempels auf Elephantine durch Nektanebos II (= Archäologische Veröffentlichungen. Band 90). von Zabern, Mainz 1998, ISBN 3-8053-1984-3.
- Martin Ziermann: Elephantine XXVIII. Die Baustrukturen der älteren Stadt (Frühzeit und Altes Reich), Grabungen in der Nordoststadt (11.–16. Kampagne) 1982–1986. von Zabern, Mainz 2003, ISBN 3-8053-2973-3.
- Mieczyslaw D. Rodziewcz, Elzbieta Rawska-Rodziewicz: Elephantine XXVII. Early Roman Industries on Elephantine (= Archäologische Veröffentlichungen. Band 107). von Zabern, Mainz 2005, ISBN 3-8053-3266-1.

### Detailfragen
- Walter Honroth, Otto Rubensohn, Friedrich Zucker: Bericht über die Ausgrabungen auf Elephantine in den Jahren 1906–1908. In: Georg Steindorff (Hrsg.): Zeitschrift für Ägyptische Sprache und Altertumskunde. Band 46. 1909/1910. Hinrichs’sche Buchhandlung, Leipzig 1909, S. 14–61 (archive.org [abgerufen am 12. April 2016]).
- Stephan Seidlmayer: Historische und moderne Nilstände. Untersuchungen zu den Pegelablesungen des Nils von der Frühzeit bis zur Gegenwart. Achet, Berlin 2001, ISBN 3-9803730-8-8.
- Martin Bommas: Der Tempel des Chnum der 18. Dyn. auf Elephantine. Dissertation, Heidelberg 2003, urn:nbn:de:bsz:16-opus-33831.
- Anke Joisten-Pruschke: Das religiöse Leben der Juden von Elephantine in der Achämenidenzeit. (= Göttinger Orientforschungen III. Reihe Iranica). Harrassowitz, Wiesbaden 2008, ISBN 978-3-447-05706-6.